# Famille Dubigeon
Cette page explique l’histoire ou répertorie les différents membres de la famille Dubigeon.
 (novembre 2014).
La famille Dubigeon de Nantes est une famille dont les membres ont joué un rôle important dans l'industrie de cette ville au XIXe siècle et au XXe siècle. Son nom est attaché aux chantiers Dubigeon.

## Julien Dubigeon (1711-1781)
Charpentier de marine, Julien Dubigeon, natif de Cugand le 30 mai 1711, crée à Nantes le premier chantier naval de sa famille en 1745.

## Théodore Dubigeon (1803-1875)

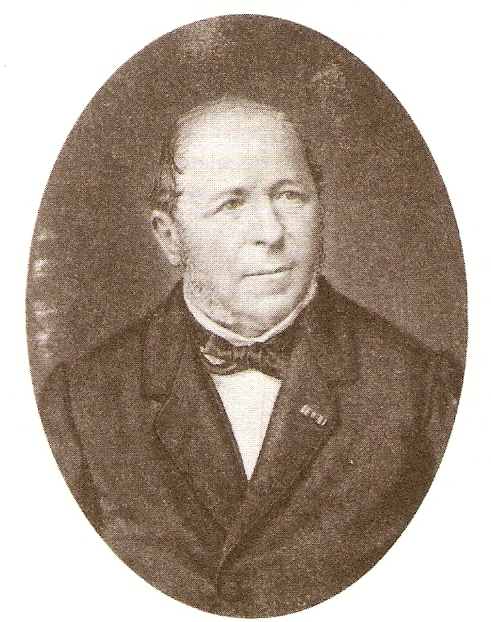
Théodore Dubigeon (1803-1875)

Né à Nantes le 16 août 1803 et mort à Chantenay (au lieu-dit « Bas chantiers Crucy ») le 4 janvier 1875, Théodore Auguste Eugène Dubigeon devient armateur. Associé à son père, il lui succède à la direction des chantiers navals Dubigeon.
Maire de Chantenay de 1852 à 1870, il est président du conseil d'arrondissement de Nantes. Il est fait chevalier de la Légion d'honneur.
Sa fortune est évaluée à plus d'un million et demi de francs. Il se fait construire la propriété de l'Angebardière à Vertou.

## Eugène Dubigeon (1832-1891)
Né le 8 novembre 1832 à Nantes de Théodore Dubigeon (1803-1875) et d'Angélique Anne Julie Douaud, Eugène Dubigeon reçoit le prix d'honneur en mathématiques spéciales au lycée de Nantes et sort diplômé de l'École polytechnique.
Ingénieur civil, il est associé à son frère Adolphe à la tête des chantiers navals Dubigeon, à la suite du retrait de son père ; il impulse la construction de bateaux en fer.
Il devient conseiller municipal de Nantes en 1865.

## Adolphe Dubigeon (1842-1910)

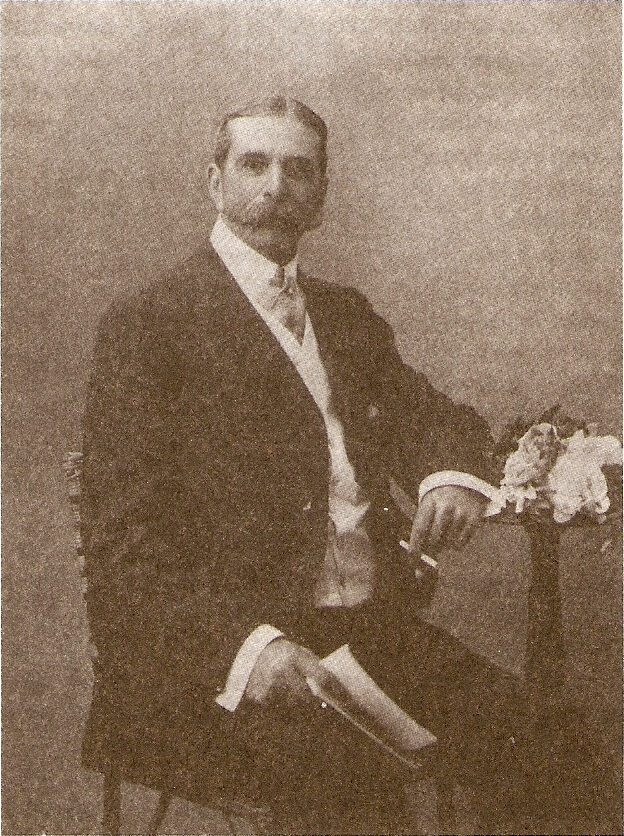
Adolphe Dubigeon (1842-1910)

Né le 10 novembre 1842 à Chantenay-sur-Loire de Théodore Dubigeon (1803-1875) et d'Angélique Anne Julie Douaud, Adolphe Théodore Dubigeon est élève de l'École centrale des arts et manufactures et devient ingénieur-constructeur.
Armateur et associé en 1875 avec son frère Eugène, polytechnicien, il se retrouve seul à la tête des chantiers navals Dubigeon en 1891. Possédant une clientèle importante au sein des armateurs nantais (Crouan, Bureau, Brunellière, Guillon...), il construit également des torpilleurs et des sous-marins pour la Marine française.
Il est fait chevalier de la Légion d'honneur en 1895.
Il meurt le 1er juin 1910 à Nantes, dans son hôtel particulier du no 19 du boulevard Delorme (aujourd'hui boulevard Gabriel-Guist'hau). Il a hérité de la propriété de l'Angebardière.
Il avait épousé Léoncine Greslé, fille de Charles Greslé (1820-1875), négociant armateur, adjoint au maire de Nantes, et de Marie-Louise Romefort.

## André Dubigeon
Avoué à Nantes, il est maire de Treillières de 1959 à 1970.